# ワット・トラパングーン
ワット・トラパングーン (Wat Traphang Ngoen、タイ語: วัดตระพังเงิน) は、タイの北部、スコータイの旧市街であるスコータイ歴史公園にある仏教寺院遺跡である。
寺院名にある「トラパン」は池の意であり、ワット・トラパングーンは、銀の池の僧院を意味する。この寺院はおそらく14世紀、ワット・マハータートの時代と同じころに構築された。ワット・トラパングーンは、朝日と夕日の両方に照らされる方向を向いている。

## 構成

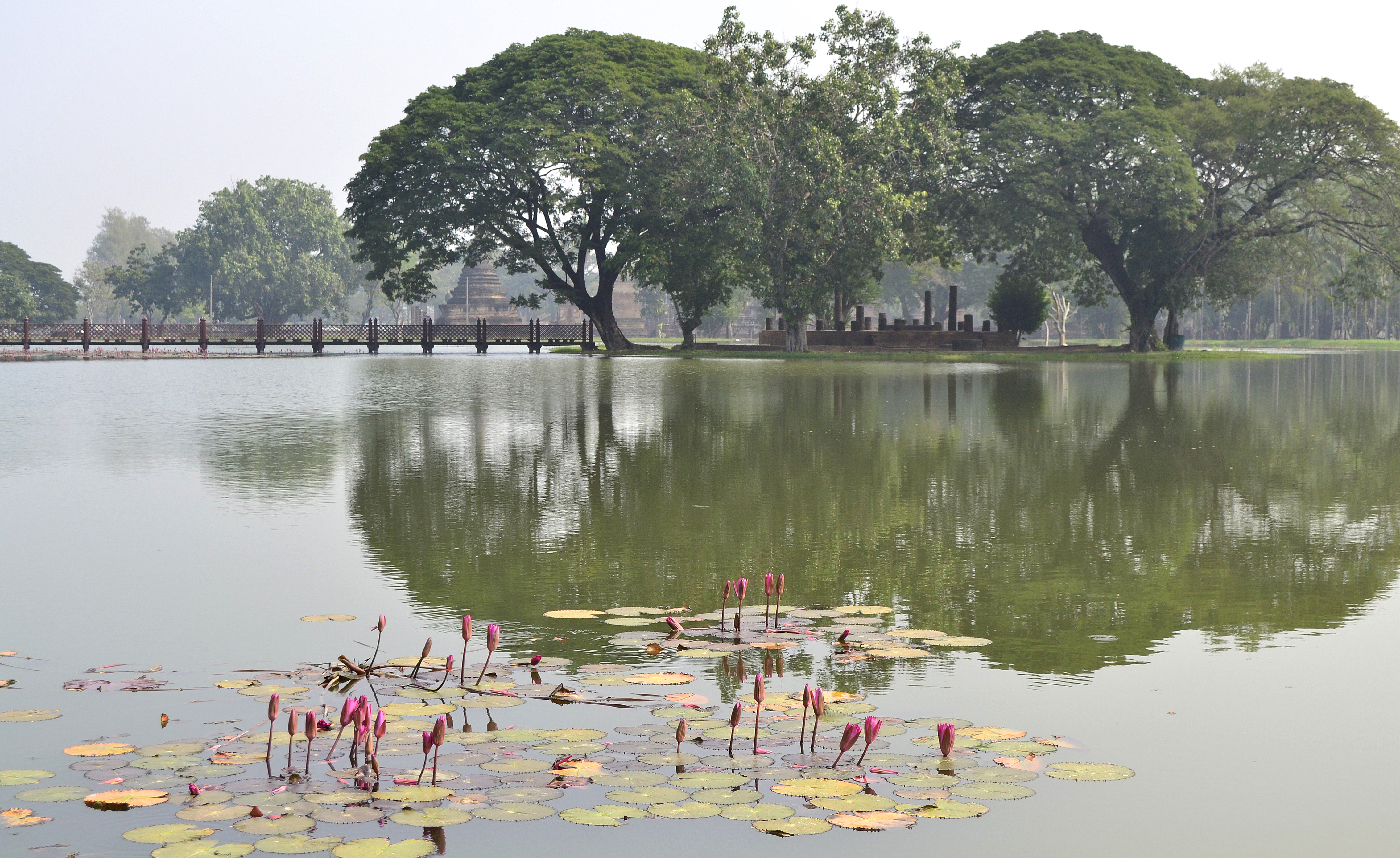
小島の本堂跡

寺院の主な構造物としては、中央の仏塔（チェーディー、chedi）、礼拝堂（ウィハーン、wihan）の遺構と西側の基壇の上にある大きな仏像、それに人工の池である“Traphang Ngoen”（銀の池）の中心にある小島に本堂（ウボーソット、ubosot）の遺構がある。
仏塔は高さ10mの典型的なスコータイ様式であり、ワット・マハータートに似たハスの花の蕾の形をした仏塔が、正方形のラテライトの基壇上に建立されており、煉瓦の5層の基壇に続いて平滑な化粧しっくい（スタッコ）が施され、その尖塔の四方にある壁龕には仏立像が立っている。また、仏塔の周囲には仏立像や遊行仏の彫像がある。
本堂は、中央仏塔の東側の池の中心に位置する小島にある。スコータイ時代に、本堂は高潔さを象徴するため、残りの寺院複合体と水域により隔てられた。今日ではそこに基壇の煉瓦、支柱の断片、それにおそらく仏像のためにあった台座だけが見られる。